# Bistum Groningen-Leeuwarden
Das Bistum Groningen-Leeuwarden (lateinisch Dioecesis Groningensis-Leovardiensis, niederländisch Bisdom Groningen-Leeuwarden) ist eines der sieben römisch-katholischen Bistümer der niederländischen Kirchenprovinz.
Das Bistum mit Sitz in Groningen umfasst die Provinzen Groningen, Friesland und Drenthe sowie den Noordoostpolder.

## Geschichte

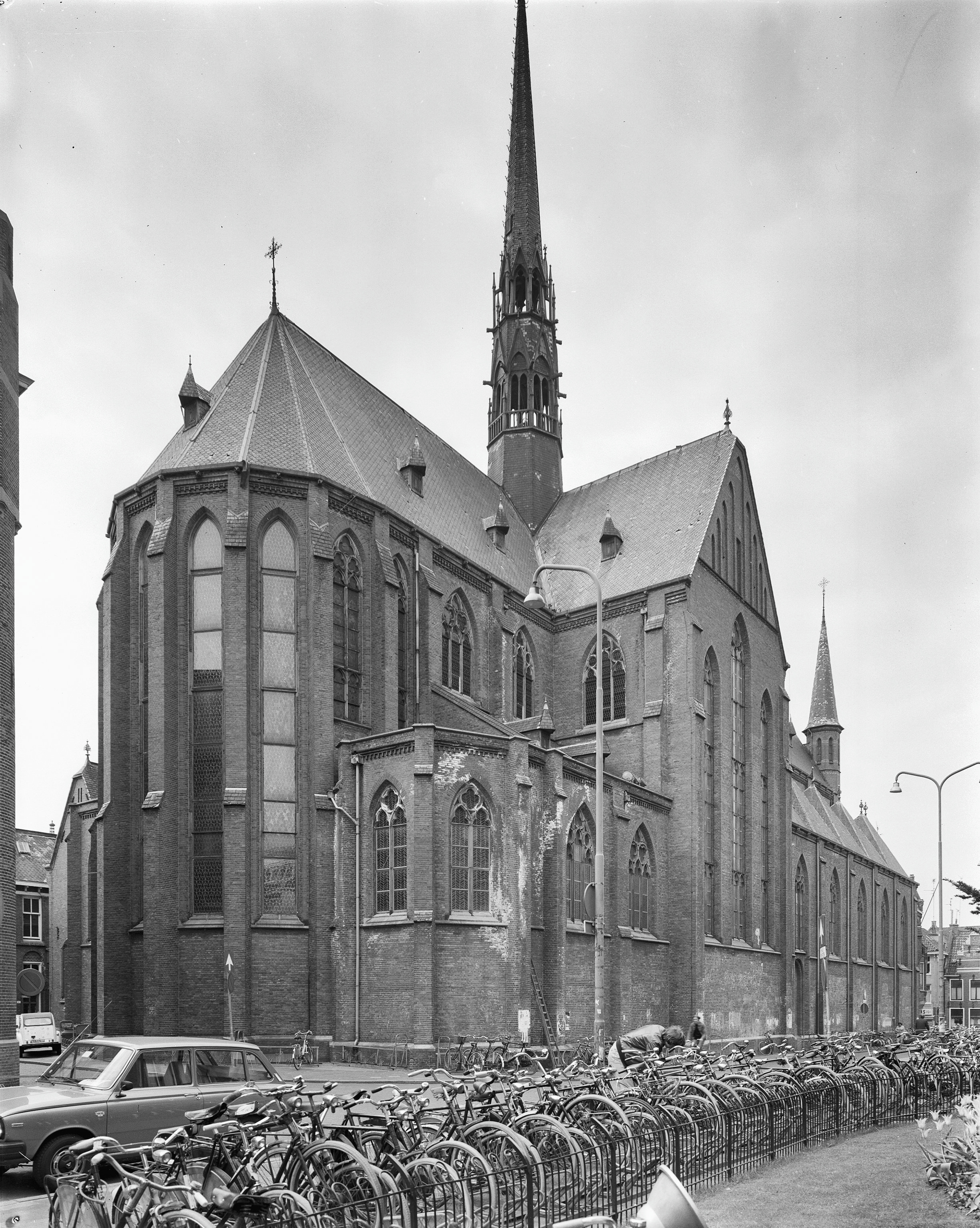
Ehemalige Kathedrale in der Broerstraat, 1982 abgerissen

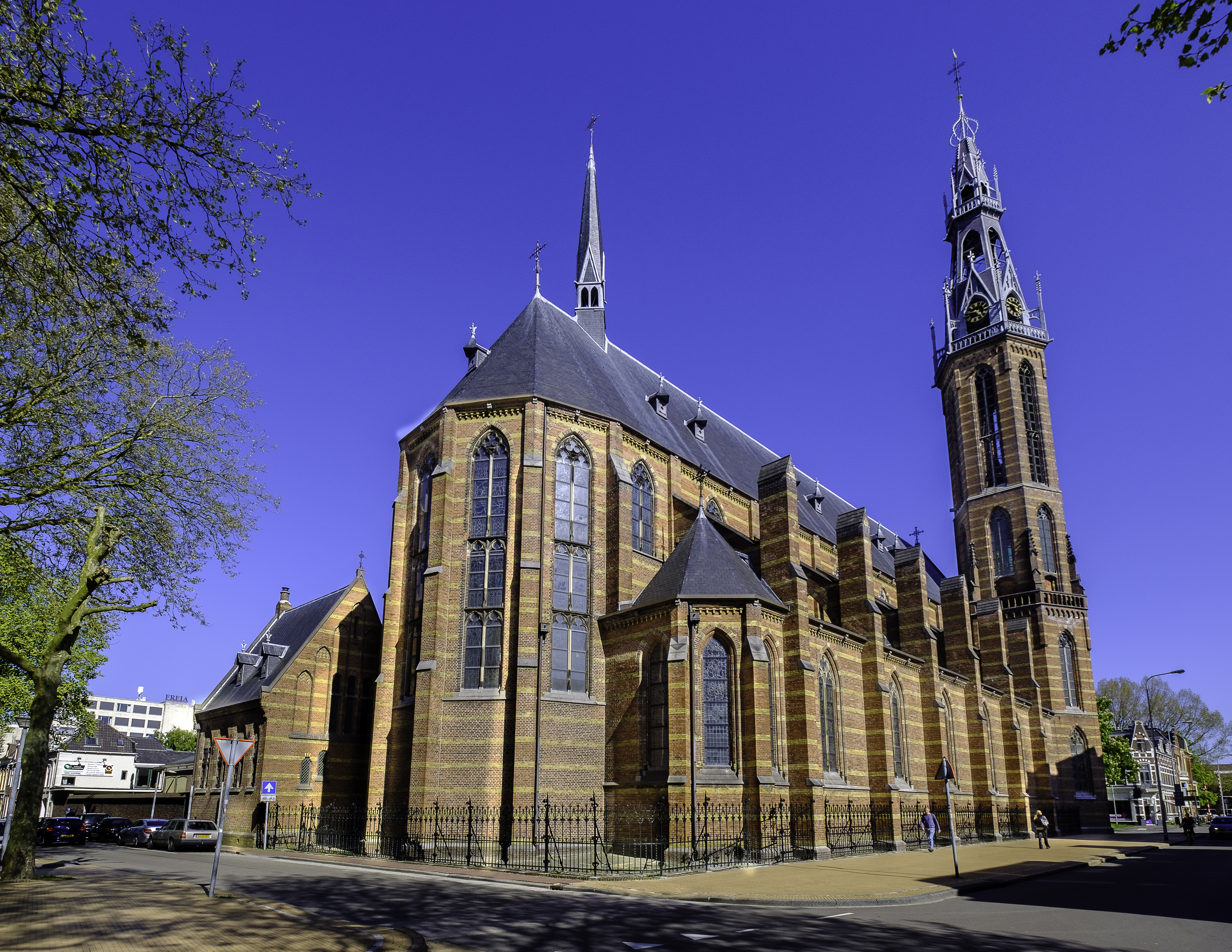
St.-Josef-Kathedrale (Groningen)

In der Absicht, das weitere Vordringen der Reformation aufzuhalten, wurde am 12. Mai 1559 das erste Bistum Groningen gegründet. Es entstand aus der Zusammenlegung von ausgegliederten Teilen der Bistümer Utrecht, Münster sowie Osnabrück. Die damalige Kathedrale war die Martinskirche.
Das Bistum Groningen bestand bis zur Einnahme der Stadt Groningen durch Moritz von Oranien am 22. Juli 1594. Zwei Tage darauf wurden die Altäre und die Heiligenbilder in der Martinikerk entfernt. Das Bistum wurde staatlicherseits für aufgelöst erklärt. Öffentliche katholische Gottesdienste wurden untersagt. 1616 waren im Gebiet des einstigen Bistums Groningen nur noch drei Priester tätig.
Durch die Verfassung des Königreichs der Niederlande vom 11. Oktober 1848 erhielt die katholische Kirche das Recht, die kirchliche Hierarchie wiederherzustellen. Daraufhin wurden 1853 fünf Jurisdiktionen (wieder-)errichtet, nicht jedoch das Bistum Groningen. Dessen einstiges Gebiet kam zum Erzbistum Utrecht.
Erst am 16. Juli 1955 wurde das Bistum Groningen aus Gebieten des Erzbistums Utrecht, dessen Suffraganbistum es wurde, erneut errichtet. Als Bischofskirche wurde zunächst die Sint-Martinuskerk in der Broerstraat in der Groninger Altstadt erhoben. Die Martinuskirche war 1895 im neugotischen Stil nach Plänen von Pierre Cuypers am Standort der dazu abgerissenen Broerkerk erbaut worden. Sie wurde 1981 geschlossen und im Folgejahr abgerissen, um der Universitätsbibliothek Platz zu machen. Infolgedessen übernahm die ebenfalls von Pierre Cuypers von 1885 bis 1887 erbaute neugotische Sint-Jozefkerk 1981 die Funktion der Bischofskirche.
Am 26. November 2005 erhielt die Diözese den Namen „Bistum Groningen-Leeuwarden“.

## Bischöfe
Bischöfe von Groningen
- 1559–1576 Johannes Knijff
- 1576–1577 Jan van Bruhesen
- 1577–1580 Arnold Nijlen
- 1589–1592 Jan van Bruhesen

Bischöfe von Leeuwarden
- 1561–1569 Remigius Driutius
- 1569–1580 Cuneris Petri

Bischöfe von Groningen
- 1956–1969 Petrus Antonius Nierman (Pieter Antoon Nierman)
- 1969–1999 Bernard Möller

Bischöfe von Groningen-Leeuwarden
- 1999–2008 Willem Jacobus Eijk, dann Erzbischof von Utrecht
- 2008–2016 Gerard de Korte, dann Bischof von ’s-Hertogenbosch
- 2017–2024 Ron van den Hout, dann Bischof von Roermond
- seit 2025 Ronald Cornelissen